# Синиця гострочуба
Синиця гострочуба (Baeolophus bicolor) — вид горобцеподібних птахів родини синицевих (Paridae). Мешкає в Північній Америці. Чорночуба синиця раніше вважалася підвидом гострочубої синиці, однак була визнана окремим видом.

## Опис
Довжина птаха становить 14-16 см, вага 17-26 г, розмах крил 20-26 см. Голова сіра з помітним чубом, верхня частина тіла оливково-сіра, нижня частина тіла світло-сіра або білувата, боки рудуваті. Очі великі, чорні. Дзьоб чорний, конічної форми. Лоб чорний, чуб світлий (у чорночубої синиці навпаки). Виду не притаманний статевий диморфізм. Тривалість життя гострочубих синиць становить приблизно 2,1 роки, хоча вони можуть прожити до 10 років.

## Поширення і екологія
Гострочубі синиці мешкають на сході США і на крайньому південному сході Канади. Вони живуть в широколистних і мішаних лісах.

## Поведінка
Гострочубі синиці живляться безхребетними, насінням, дрібними плодами, ягодами і горіхами. Влітку віддають перевагу гусінні. Роблять запаси їжі. Гніздяться в дуплах. В кладці 5-7 яєць білого або кремового кольору, поцяткованих коричневими або пурпуровими плямками. Пташенята довгий час живуть поряд з батьками. Часто вони допомагають доглядати за пташенятами, які народжуються наступного року.